# Castillo de Gurp
El Castillo de Gurp es el castillo de la población de Gurp, antiguo término de Gurp de la Conca. Desde 1970 está dentro del término municipal de Tremp, en la comarca catalana del Pallars Jussá, de la provincia de Lérida.
Está documentado desde el 969 en una serie de donaciones realizadas en su término al monasterio de Santa María de Alaón, en 1079 vuelve a ser mencionado en la donación de la iglesia de San Miguel de Gurp a  Sant Pere de Rodes.
Consta perteneciente a la señoría de la baronía de Eroles, aunque en 1831 ya pertenecía a la baronía de Claret.